# Bolbitis laxireticulata
Bolbitis laxireticulata là một loài thực vật có mạch trong họ Lomariopsidaceae. Loài này được K. Iwats. mô tả khoa học đầu tiên năm 1959.